# Serlby Hall
Serlby Hall est un manoir et un domaine du XVIIIe siècle classés Grade I dans le Nottinghamshire, en Angleterre, situé à 7 miles au nord-est de Worksop .
Il est construit en brique rouge et Pierre de taille avec un toit en ardoise en croupe. Il est construit sur deux étages avec une façade de neuf baies, qui a un portique à colonnades.

## Histoire
La première maison sur le site est construite en 1740 par James Paine pour John Monckton (1er vicomte Galway), qui achète le domaine Serleby de 500 acres à la famille Saunderson de Blyth. Le 2e vicomte William Monckton-Arundell hérite du domaine en 1751 et remplace cette maison au coup par coup, un processus terminé par le 3e vicomte en 1773. La maison est ensuite remodelée pour le 5e vicomte en 1812 par William Lindley et John Woodhead, qui démolissent les ailes et prolongent le bloc central de 2 baies de chaque côté .
La maison est un hôpital militaire auxiliaire pendant la Première Guerre mondiale et un camp de prisonniers de guerre pendant la Seconde Guerre mondiale. Après la mort du 9e vicomte Galway en 1971, son seul enfant Charlotte, en hérite et décide de vendre le manoir. Le contenu restant est vendu aux enchères en 1978 et la maison elle-même a été vendue à un propriétaire privé en 1981 .